# Ленінський (Ульотівський район)
Ле́нінський (рос. Ленинский) — селище у складі Ульотівського району Забайкальського краю, Росія. Адміністративний центр Ленінського сільського поселення.

## Населення
Населення — 658 осіб (2010; 753 у 2002).
Національний склад (станом на 2002 рік):
- росіяни — 99 %